# Pritzelgraben
Der Pritzelgraben ist ein rechter Zufluss der Notte im Landkreis Dahme-Spreewald in Brandenburg. Der Graben ist der Abfluss des Sutschkeweihers in der Gemeinde Bestensee. Er durchfließt in nördlicher Richtung das Naturschutzgebiet Sutschketal und den Krummen Sees in Krummensee, einem bewohnten Gemeindeteil der Stadt Mittenwalde. Er fließt von dort in vorzugsweise nördlicher Richtung zum Mittenwalder Ortsteil Schenkendorf und nimmt dabei zusätzliches Wasser auf, das von Westen kommend durch zwei Sportplätze hindurch zugeführt wird. Anschließend verläuft er in nordnordwestlicher Richtung durch eine landwirtschaftlich genutzte Fläche. Der westliche Teil wird durch ein weiteres Grabensystem entwässert, das als Pritzelgraben II bezeichnet wird. Je nach Wasserstand entwässert dieser Graben direkt in die Notte oder das Wasser fließt über den Hauptarm in die Notte.
Das Sutschketal war ursprünglich abflusslos. Der nördliche Teil des Pritzelgrabens zwischen Krummem See und Nottekanal wurde im 18. Jahrhundert künstlich angelegt. Ein Sandriegel nördlich des Sees wurde durchstochen, um vernässte Flächen am Krummen See und in der westlich angrenzenden Niederung des Krummenseer Luchs nutzbar zu machen.